# Force motrice
 (décembre 2016).
Améliorez-le ou discutez des points à vérifier. 
Pour les articles homonymes, voir Forces motrices.
En chimie, le concept thermodynamique de force motrice est couramment employé pour désigner la différence d'énergie entre les produits d'une réaction chimique et les réactifs (de départ), et qui explique le déroulement de la réaction.
En d'autres termes, la réaction est favorisée par la formation de produits plus stables (de plus faible énergie) que les produits de départ. Ceci se produit notamment lorsque :
- Une liaison de forte énergie est créée[1]
- Une liaison multiple conjuguée est créée
- Il y a aromatisation d'un cycle

En économie de l'environnement, la force motrice est la traduction de driving force, la pression exercée sur l'environnement.